# Nemeskéri Kiss Miklós
Nemeskéri Kiss Miklós Pál József János  (Bikádpuszta, 1820. november 22. – Párizs, 1902. április 27.) az 1848–49-es forradalom és szabadságharc honvéd ezredese, franciaországi magyar emigráns politikus.

## Származása és családja
A nagy múltú nemes Nemeskéri Kiss család tagja volt. A családi legendárium szerint gyökereik IV. Béla uralkodásáig vezethetők vissza. Ősük állítólag mongol volt: a családi hagyomány szerint Kize kán túszként maradt Magyarországon, majd feleségül vett egy fiatal özvegyasszonyt.
A családról írásos emlék 1632-ből maradt fenn, amikor nemeskéri Kiss Miklós Sopron vármegyei Nemeskéren lakó apai ó-szülője (6. felmenő), István, II. Ferdinánd kancelláriáján hitelesíttette régi nemesi okiratát és címerét — ettől fogva használhatta a család hivatalosan is a „nemeskéri” előnevet. 1637. december 29-én III. Ferdinánd magyar királytól címeres nemeslevelet szerzett nemeskéri Kiss István. Későbbi forrásokban előfordult, hogy a nemesi előnevet kötőjellel egybeírták a vezetéknévvel (Nemeskéri-Kiss), ezt a változatot azonban a család csak 1936-tól használhatta hivatalosan.
Édesapja nemeskéri Kiss Antal (1783–1847), édesanyja vizeki Tallián Julianna (1786–1838). Apai nagyszülei nemeskéri Kiss Ignác (1749-1814), földbirtokos és hidvégi Hiemer Erzsébet (1755-1817), anyai nagyszülei vizeki Tallián Ignác (1745–1822), táblabíró, földbirtokos és nádasi Tersztyánszky Zsófia (1758–1796). Nemeskéri Kiss Ignác nővére, nemeskéri Kiss Rozália (1739–1842), lomnicai Skerlecz Ferenc (1731–1802) békési főispán felesége lett; ők voltak gróf németújvári Batthyány Lajos miniszterelnök anyai nagyszülei.
Nemeskéri Kiss Miklós fivérei: nemeskéri Kiss Gábor (1807–1878), baranyai táblabíró, földbirtokos, akinek a neje nemeskéri Kiss Karolina (1816–1895), valamint nemeskéri Kiss Lajos (1818–1904), tolnai szolgabíró, földbirtokos, akinek a neje miskei és monostori Thassy Cecília (1819–1882) volt.

### Házassága és leszármazottai
1852-ben feleségül vette a francia főnemes őrgróf Le Charron Matild (1820–Párizs, 1896. április 24.) asszonyt, De Roys gróf özvegyét, akinek a szülei Le Charron Claude őrgróf és báró Reaufort Angela voltak. Nemeskéri Kiss Miklós és gróf Le Charron Matild frigyéből született:
- nemeskéri Kiss Aladár Paul Marie Richard (Saint-Ange-le-Viel, Francia Köztársaság, 1854. szeptember 1.–Villecerf, 1930 március 24.). Le Charron őrgrófja, francia követségi tanácsos.
- nemeskéri Kiss Pál (Saint-Ange-le-Viel, Francia Köztársaság, 1856. november 13.–Göd, 1928. április 27.), cs. és kir. kamarás, Zólyom vármegye főispánja, államtitkár földbirtokos. Neje: gróf szapári, muraszombati és széchyszigeti Szapáry Vera (Abony, 1863. július 1.–Göd, 1936. május 10.) csillagkeresztes hölgy.
- nemeskéri Kiss Margit (Párizs, 1861. február 28.–Párizs, 1944. február 9.), írónő; a "Noël Bangor" álnéven magyar tárgyú novellákat írt Franciaországban. Férje: Coudekerque Lambrecht Lajos.
- nemeskéri Kiss Miklós (Párizs, 1864. június 9.–), francia lovas főhadnagy. Neje: Busquet Folts Valentine.

## Ifjú évei
Pécsett végezte el a piarista gimnáziumot, majd 1837–től Pesten tanult jogot; 1841-ben szerzett oklevelet. Nagy hatással voltak rá a felvilágosodás eszméi, olyannyira, hogy amikor Habsburg-hű nagybátyja, nemeskéri Kiss Pál (1799–1863) a fiumei kormányzó örökbefogadásának fejében[pontosabban?] liberális eszméinek megtagadását kérte, a heves vérű ifjú eltépte az okiratot. Ezután a család egyik alapítványának jóvoltából 1843-ban tanulmányutat tett az Oszmán Birodalomban, Egyiptomban, Itáliában és Spanyolországban, majd 1847-ben Franciaországban és Angliában. Itáliában ismerkedett meg és barátkozott össze Giuseppe Garibaldival, Londonban pedig a rossz anyagi körülmények között élő Charles-Louis Napoléon Bonaparte herceggel, a későbbi III. Napóleonnal, akit többször is kisegített.
A két utazás között 1844-ben fogalmazónak, majd 1846-tól titkárnak nevezték ki a Helytartótanácsnál. Ebben az időszakban ismerte meg Teleki Lászlót, Irányi Dánielt és Kossuth Lajost.

## A forradalom és szabadságharc alatt

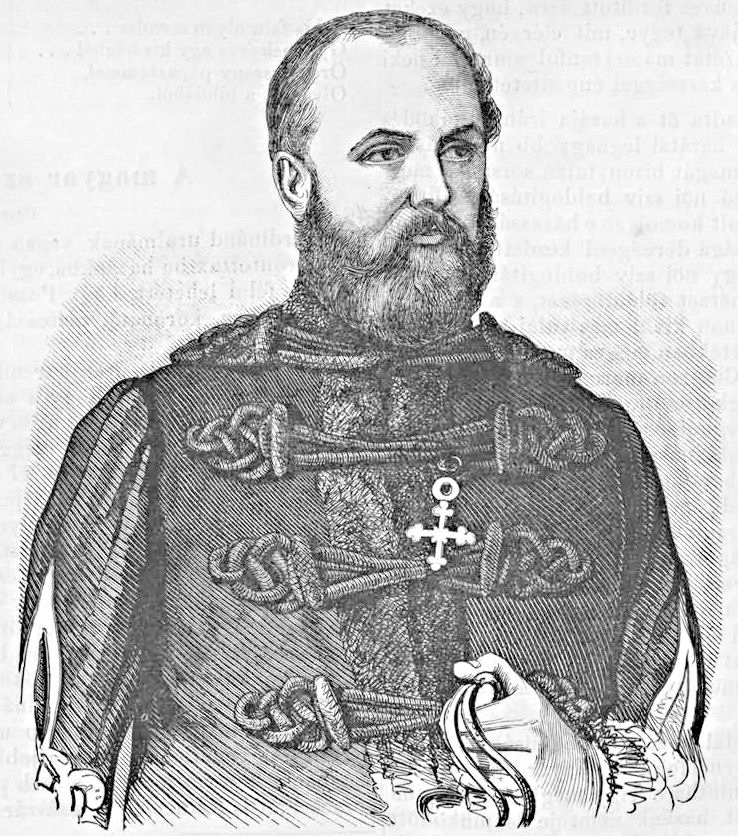
1861-ben készült metszet

1848. március 15. után az elsők között csatlakozott a forradalomhoz. Lelkesen vett részt a szabadságharcban — részben az eszmék, részben barátai miatt, de az első felelős kormány fejéhez, gróf Batthyány Lajoshoz fűződő rokoni kapcsolat okán is.
1848. június 8-án a magyar forradalmi kormány nemzetőr őrnaggyá és Buda város 1. gyalogos nemzetőrzászlóaljának parancsnokává nevezte ki.
Nincs adat arra, hogy ott volt-e a pákozdi csatában, de mozgósított nemzetőreivel bizonyítottan részt vett Jellasics üldözésében. Parancsőrtisztként vett részt a pándorfalui haderő-összpontosításon, majd az október 30-ai schwechati csatában.
1848. november 11-étől alezredes rendfokozatban a budai gyalog- és nemzetőrség főparancsnoka. Az Országos Honvédelmi Bizottmány 1848 novemberében őt kérte fel a nyugat-felvidéki gabonakészletek felvásárlása a komáromi erődítmény élelmiszerkészleteinek feltöltéséhez.
1849. február 2-án előléptették ezredessé. Rövid ideig a budai vár, majd Pétervárad parancsnoka volt. Egyes források szerint a szabadságharc 9 csatájában vett részt, és több kisebb sebesülést szerzett.
1849 áprilisában a latinul, németül, franciául, angolul, olaszul, és spanyolul folyékonyan beszélő fiatal tiszt a debreceni kormány megbízásából tárgyalásokat kezdett a badeni forradalmi csapatok, a Velencei Köztársaság és a magyar honvéd haderő stratégiai összehangolására.
1849. május 21-én tevékenyen vett részt a budai vár ostromában és visszafoglalásában. A vár visszavétele után rövid időre annak parancsnoka lett.
Ő vitte Angliába azt a levelet, amelyben Kossuth kölcsönt kért a függetlenségéért harcoló Magyarországnak. Kalandos küldetése során eljutott Párizsba, majd Londonba, de az angolok érdektelensége miatt útja nem járt sikerrel. Párizsban gróf Teleki Lászlóval, a magyar kormány franciaországi megbízottjával dolgozott a kormány, illetve a közvélemény támogatásának elnyerésén a függetlenségi nyilatkozat utáni Magyarország, illetve a magyar kormány elismerése érdekében.

## Emigrációban

### Angliában
A szabadságharc leverését követően is Angliában, majd Franciaországban maradt, mivel haza nem térhetett. Birtokait elkobozták, őt pedig „in effigie” (jelképesen) felakasztották.
Angliában aktív szervezője lett az oda menekült magyar emigránsoknak. Kapcsolatot tartott a Törökországban tartózkodó Kossuth Lajossal, aki – miután Angliából az Amerikai Egyesült Államokba utazott – 1851. augusztus 18-i levelében Nemeskéri-Kiss Miklóst nevezte ki angliai megbízottjának.

### Franciaországban
Vélhetőleg a hivatalos Anglia nem túl baráti magatartása, és gróf Teleki László személye játszott közre abban, hogy áttelepült Párizsba. Bár jól ismerte Louis Bonaparte tábornokot, aki ekkor már köztársasági elnök volt, mégis inkább nyomorgott, mint hogy büszkeségét feladva segítségét kérje. 1850-től két évig a metzi Katonai Akadémiára járt, törzstiszti vizsgát tett, majd beiratkozott a Sorbonne egyetem műszaki karára, ahol mérnök oklevelet szerzett. Mivel a vasútépítés ez idő tájt kezdett rohamosan fejlődni, erre specializálódott. Egy vasútépítő vállalatnál helyezkedett el, ahol annak részvénytársasággá alakulása után igazgatósági tag, majd 1859-től vezérigazgató lett.
Az addig „hontalan” státuszú nemeskéri Kiss 1851-ben kérte a francia állampolgárságot. A honosító okmányba azonban hiba csúszott, így a „Nicolas Kiss de Nemeskér” helyett „Nicolas de Kiss de Nemeskér” formula került be (a család franciaországi leszármazottjai azóta is így használják nevüket).
1853-ban feleségül vette Mathilde Le Charron márkinőt (1820–1896), Claude Le Charron és báró Reaufort Angéla lányát, akivel a család Villecerf falu melletti Saint-Ange kastélyában telepedtek le. Házasságukból négy gyermek született: Aladar Paul Marie Richard (Aladár) (1854. szeptember 1. – 1930. március 24.), Paul (Pál) (1856-1928), Marguerite (Margit) (1861-1944) és Nicolas (Miklós) (1862-1931).
Jó gazdálkodónak bizonyult; a család birtoka folyamatosan gyarapodott. Az emigráns vezető kastélyában megfordult a magyar emigráció színe java: Andrássy Gyula, Klapka György, Türr István, Kmety György, gróf Schmidegg Kálmán (ott is halt meg), később pedig a kastélyban és párizsi lakásában olyan hírességek, mint Munkácsy Mihály, Paál László vagy Hubay Jenő.
A házassága révén a legfelsőbb kapcsolatokkal rendelkező Kiss időközben ismét kapcsolatba került az immár III. Napóleon néven uralkodó londoni barátjával, Louis Bonaparte tábornokkal. E kapcsolatát is felhasználva érte el, hogy 1858-ban Kossuth találkozhatott Napóleon Jeromos herceggel, a császár unokaöccsével.

### Magyar sereggel Olaszhonban
Amikor 1859-ben kitört a szárd–francia–osztrák háború, amelyben Franciaország a Szárd–Piemonti Királyság mellé állt, Magyarország esetleges felszabadítását remélve a Kossuth-emigráció is bekapcsolódott az eseményekbe. Nemeskéri Kiss Miklós 1859. május 6-án ott volt Párizsban, amikor megtartotta alakuló ülését a magyar emigráció politikai és szervezeti központja, a Magyar Nemzeti Igazgatóság, mely Kossuth Lajos elnökletével a száműzetésben alakult kormány szerepét töltötte be. Székhelyül Genovát választották. Elhatározták a Magyar Sereg Olaszhonban elnevezésű légió felállítását két gyalog- és egy lovasdandár erőben. A III. Napóleontól is ezredesi rendfokozatot kapott Nemeskéri Kiss Miklós a 2. gyalogdandár parancsnoka lett (helyettese: Tüköry Lajos őrnagy). Az egység két, rendkívül véres ütközetekben is kitüntette magát (Magenta és Solferino). Az olasz királyi hadseregben tábornoki rendfokozatot kapott, és kitüntették a Szent Móric- és Lázár-renddel (Mauritius-rend).
A háború után folytatta a diplomáciai erőfeszítéseket: 1866-ban Kossuth megbízásából Bismarck kancellárt kereste fel, hogy megnyerje Poroszországot a magyar ügynek.
Katonai, diplomáciai és gazdasági érdemei elismeréseként 1861-ben III. Napóleon grófi címet adományozott nemeskéri Kiss Miklósnak, 1868. május 27-én pedig a Becsületrend lovagjává is kinevezte (oklevélszáma: 7119).

## A kiegyezés után
Az 1867. évi kiegyezést követő általános amnesztia lehetővé tette, hogy hazatérjen Magyarországra. Két birtokot vásárolt: megvette az Esterházy-uradalmat a felvidéki Véglesen, Gödön pedig a Sina György és fia, Sina Simon bankárok nagybirtokának jelentős részét a kúriával.
Frissen szerzett birtokain felhasználta mindazt a tudást és tapasztalatot, melyet a fejlett Franciaországban megszerzett. Véglesi birtokán korszerű fűrészüzemeket hozott létre, ahonnan fenyő- és bükkfaárut szállított Olaszországba, déligyümölcs fejében. Véglesen palackozó üzemet létesített a savanyúvizének forgalmazásához. Korát messze megelőzve magyarországi birtokain belterjes (intenzív) gazdálkodásba kezdett. Ő kezdte el hazánkban a roquefort sajt gyártását. Alkalmazottai hűségének erősítésére saját pénzérmét hozott forgalomba, amiért a birtokok boltjaiban nagykereskedelmi áron vásárolhattak (persze azonos értékben be is válthatták a hivatalos fizetőeszközre).
Mivel a család franciaországi birtokait továbbra is maga kezelte, ideje egy részét ott töltötte, hazai birtokainak és ügyeinek intézését átengedte másodszülött fiának, Pálnak, aki folytatta a nagyarányú fejlesztéseket (gödi tehenészet, szeszgyár, iparvasút, versenylóistálló stb.).

## Az örökös ellenálló
Nagyon elvtartó volt. Noha Franciaországban grófi címet kapott, e címet nem használta. Élete végéig megkövetelte az „ezredes úr” megszólítást, mivel elsősorban 48-as honvédnek tartotta magát. A kiegyezés után a „megtértek” részére nagy számban adományozott címek, rangok és érdemrendek egyikét sem fogadta el, mivel úgy tartotta, hogy „Azt a kezet, amelynek nevében az embert halálra ítélték és képletesen ki is végezték, a megbékélés után megszorítani lehet, de megcsókolni nem.”
Egy alkalommal, amikor egy hadgyakorlaton a gödi kúriába szállásolták be Albrecht főherceg tábornagyot, nem volt hajlandó kitűzetni a császári zászlót.
Nemeskéri Kiss ezredes 1902. április 27-én párizsi házában hunyt el, családja a villecerf-i temetőben emelt családi kriptában helyezte örök nyugalomra.

## Emlékezete
Göd posztumusz díszpolgárrá választotta és utcát nevezett el róla. Az ő nevét viseli egykori birtoka, a Nemeskéri Kiss-kúria is.